# سز
سز رودی است که به رون می‌ریزد. این رود از کشور فرانسه می‌گذرد. طول آن ۱۲۸ کیلومتر (۸۰ مایل) است.
رود سز از دپارتمان‌های لوزر و گار در ناحیه اکسیتنی می‌گذرد. سرچشمهٔ آن، کوه سون است و از بسژ و بانیول-سور-سز عبور می‌کند تا در کودوله در جنوب اورانژ به رود رن بپیوندد.